# Erik Bischoff
Erik Frederik Wilhelm Bischoff (18. april 1914 i Nysted – 7. december 1995) var en dansk maler og skulptør. Som kunstner var han selvlærd, dog var han en overgang i midten af 1940’erne elev af Harald Isenstein.
Hans familie havde i ca. 100 år i Nysted haft et garveri, som han efter faderens død i 1950 overtog ledelsen af. Det lukkede dog efter få år og Bischoff levede derefter resten af sit liv som kunstner i denne bygning.
Hans kunstneriske løbebane startede allerede i 1936 hvor han debuterede på Kunstnernes Efterårsudstilling med tegninger og akvareller, men senere gik han over til at lave skulpturer i hårdt træ og sten. Hans stil var en stiliseret naturalisme med brunlige og lyst røde og blå farver i akvarellerne og tætte, ikke særligt detaljerede former både i billeder og skulpturer.
Hans skulpturer kan ses flere steder i det offentlige rum, bl.a. i Nysted. Han har lavet et krucifiks i tin til kirken i Rødbyhavn og er repræsenteret med værker på Fuglsang Kunstmuseum.

## Hverv og udmærkelser
- Allerede i 1945 var han censor ved Kunstnernes Efterårudstilling
- I årene frem til ca. 1989 holdt han jævnligt udstillinger både i København, i Sverige og Tyskland og lokalt
- Han fik flere gange arbejdslegater fra Statens Kunstfond, donationer fra andre legater og rejselegater, der bragte ham til England og Rom på studierejser
- 1994 udnævnt til æreskunstner i Nysted

- gravsten på Nysted Kirkegård